# Lucius Accius
Lucius Accius (Kr. e. 170, Pesaro – Kr. e. 86 után, Róma) római tragédiaköltő.
Életéről szinte semmit sem tudunk azon kívül, hogy Rómában élt és alkotott, elsősorban tragédiákat. Ókori források a római tragédiaköltészet utolsó nagy klasszikusának mondják. Művei, néhány töredéktől eltekintve elvesztek. Egy töredéke a hajnalról:
| „         | Siess, mielőtt a nap sugárzó hírnöke, a Hajnal jő, – midőn kihajtja barmait a földműves, hogy feltörjék a harmatos föld rőt rögét a vassal, megpuhítva azt. | ” |
| – töredék | |   |